# Maurizio Graf
Maurizio Graf, pseudonimo di Maurizio Attanasio (Gorizia, 1941 – Lugo, 26 ottobre 2019), è stato un cantante italiano.

## Biografia
Maurizio Attanasio cresce nella sua casa di Gorizia e, dopo essersi diplomato al liceo classico Dante Alighieri proseguendo con gli studi universitari, comincia a muovere i primi passi come cantante, partecipando agli storici concorsi musicali locali organizzati nei primi anni Cinquanta, vincendone due di seguito. Successivamente si inserisce come cantante nel complesso musicale goriziano “I Vagabondi”, di cui fanno parte Vittorio Brancati al contrabbasso, Enrico Zampi alla batteria, Aldo Cossovel al pianoforte e Carlo Chersevani alla chitarra. Il gruppo conquista una certa fama anche al di fuori della regione friulana, al punto da essere chiamato ad esibirsi per ben due anni presso un prestigioso hotel di Cortina. Alcune registrazioni di queste esibizioni giungono anche alla Rca di Roma, allora la più grande azienda discografica italiana.
È così che Attanasio si trasferisce a Roma, dove anche lì le sue canzoni catturano l’attenzione degli esperti. 
Arriva quindi anche la convocazione più importante, per lavorare assieme ad Ennio Morricone, di cui diviene uno stretto e fidato collaboratore.
Morricone coinvolge Graf in un progetto, quello per la title-track di "Per qualche dollaro in più" di Sergio Leone: il 45 giri “Occhio per occhio” viene stampato su etichetta ARC ed il brano (con musica di Morricone e testo italiano dello stesso Graf) viene registrato anche in versione inglese (“An eye for an eye”, con le liriche di Audrey Stainton Nohra), ma non viene poi utilizzato nel montaggio finale del film (nel quale Graf partecipa anche ad un cameo vocale non accreditato come The Balladeer); da rilevare che, sulla facciata B del singolo sopra citato, Morricone e Graf realizzano una eccezionale “Credo all'amore”, brano che Ennio riporta come rielaborazione de “Il lago dei cigni” di Haendel.
Rimangono indimenticabili le sue colonne sonore nei film “Una pistola per Ringo” e “Il ritorno di Ringo” (con protagonista Giuliano Gemma): “Angel Face” era scritta da Morricone insieme a Gino Paoli (per il quale solo pochi anni prima Morricone aveva scritto l’originale arrangiamento di “Sapore di sale”) e con la partecipazione alle liriche inglesi dello stesso Graf – e “Il ritorno” - composta da Morricone e Graf – entrambe realizzate con l’orchestra diretta dallo stesso Morricone, e la partecipazione del coro dei Cantori Moderni di Alessandroni.
In quegli stessi anni, continuando il lavoro con Morricone, nascono altri capolavori come "Per un pugno di dollari”, “Per qualche dollaro in più” e “Agente 077 missione Bloody Mary”. «Una collaborazione esaltante», ricordava Maurizio anche in un’intervista rilasciata qualche anno fa a Lugo di Romagna, dove si era trasferito da Roma. La sua amicizia con Morricone era peraltro proseguita, rafforzata da una costante corrispondenza.
Attanasio collabora anche alla realizzazione della colonna sonora de “I racconti del maresciallo”, di Mario Soldati. 
Successivamente incide anche alcuni 45 giri di musica leggera tra cui "Mai" e "Uomo".
Nel 1965, Graf partecipa anche alla colonna sonora di "Agente 077 Missione Bloody Mary", euro-spy diretto da Sergio Grieco sotto lo pseudonimo di Terence Hathaway, con le musiche condivise tra Angelo Francesco Lavagnino ed Ennio Morricone (che scrive il tema/canzone dei titoli di testa “Bloody Mary” e porta con se per realizzarlo Graf alla voce e il grande Michele Lacerenza alla tromba), mentre negli anni successivi partecipa come autore o interprete alle colonne sonore di "Sette pistole per i MacGregor" (1966) di Franco Giraldi e "Da uomo a uomo" (1967) di Giulio Petroni (scrivendo le parole della celeberrima “Death rides a horse”, interpretata da I Cantori Moderni di Alessandroni e Raoul, recentemente recuperata da Tarantino), film musicati ancora una volta da Morricone, e "Killer Calibro 32" (1967) di Al Bradley (Alfonso Brescia) con la canzone scritta e interpretata da Graf dal titolo “Amica Colt” e la musica del compositore e pianista Robby Poitevin.
Nel 1967 il Maestro Gianni Ferrio lo coinvolge in "Totò Ciak", uno dei 9 episodi della serie tv "Tutto Totò", diretta nel 1967 per la RAI da Daniele D'Anza; poi ancora, con Tony Renis per il musicarello "Non mi dire mai goodbye" (1967), diretto da Gianfranco Baldanello, film nei quali Graf compare anche in veste di attore. 
Il 45 giri stampato dalla ARC nel 1967 in cui Graf interpreta i brani “Mai” ed “Oggi è triste il cielo”, incisi con le orchestre di Ruggero Cini e Ralph Ferraro e l’accompagnamento dei Cantori Moderni di Alessandroni e, infine, la collaborazione con il Maestro Francesco De Masi per "Quella sporca storia nel West" (1968) di Enzo G. Castellari, con la canzone “Find a man”, che Graf compone ed interpreta. 
Ha effettuato nel frattempo anche un'applaudita tournée in Australia, di cui ha sempre conservato splendidi ricordi.
Maurizio continua a cantare fino all'età di quarant'anni, abbandona il mondo della discografia ma non del tutto quello della musica: torna a Gorizia nel 2006, in occasione di una rimpatriata con i vecchi amici, che gli organizzano un concerto al Teatro Verdi assieme a tutti gli altri storici complessi musicali cittadini. Un successo caloroso culminato nello storico locale della “Lanterna d’oro” sotto la regia del titolare Flavio Zollia, altra figura di spicco goriziana.
Negli anni a seguire ritrova la sala d'incisione, dove con la sua voce ancora immutata registra i brani "Solitary" e "The 3:10 to Yuma" (cover di un grande successo di Frankie Laine).
Nel gennaio 2012 vi è una tra le ultime straordinarie esibizioni: ha infatti l’onore di essere invitato ad eseguire due brani all’Elizabeth Hall di Londra, invitato dalla “Spaghetti Western Orchestra”, una band australiana che girava il mondo eseguendo le colonne sonore di Morricone.
Nel febbraio del 2016 viene invece invitato come ospite speciale alla serata organizzata da Arci Ravenna al cinema Gulliver di Alfonsine, intitolata “Maurizio Graf. Io, il cinema e Morricone”, prima della proiezione del film di Quentin Tarantino, The Hateful Eight. Nel corso di questa occasione, lo stesso Graf ha modo di fare una dedica al Maestro che lo portò alla notorietà: "Pur essendo un musicista e quindi un artista, Ennio Morricone è una persona molto “quadrata”, precisa, puntale e dotata di grande disciplina. Ricordo che si alzava presto, scriveva musica e gli piaceva giocare a tennis. Di lui ho apprezzato anche l’onestà e la correttezza; quel periodo trascorse in fretta. Mi spiace di non aver vissuto anche gli anni del suo grande successo. Ma siamo sempre rimasti in contatto".
Quando abbandona le scene, Maurizio Graf si dedica al settore commerciale dell'abbigliamento, lavorando per varie Aziende.
Muore a Lugo di Romagna (Ravenna) dove si era trasferito da tempo, il 26 ottobre 2019 a 78 anni.